# Oliv
Oliv ist eine Sammelbezeichnung für Farben und umfasst mehrere Farbtöne, die auf dem Farbkreis zwischen Rot und Grün liegen. Meist benennt „Oliv“ ein abgedunkeltes Grün oder Gelbgrün. Der Duden beschreibt „oliv“ als „die Farbe der noch nicht ganz reifen Olive aufweisend; von stumpfem, bräunlichem Gelbgrün“.
Olivgrün bezeichnet einen grünen Farbton, dessen Helligkeit je nach zugrundeliegendem Farbsystem sehr unterschiedlich ausfällt. Als RAL-Farbe mit der Nummer 6003 ist es ein gelbliches Dunkelgrün, als Webfarbe mit dem Code #50533c ein wesentlich helleres Gelbgrün (vgl. Abschnitt Webfarben).
Olivgelb ist ein grünlicher Gelb- bzw. Beigeton. Als RAL-Farbe trägt es die Nummer 1020. Im Duden ist olivbraun aufgenommen.

## Etymologie

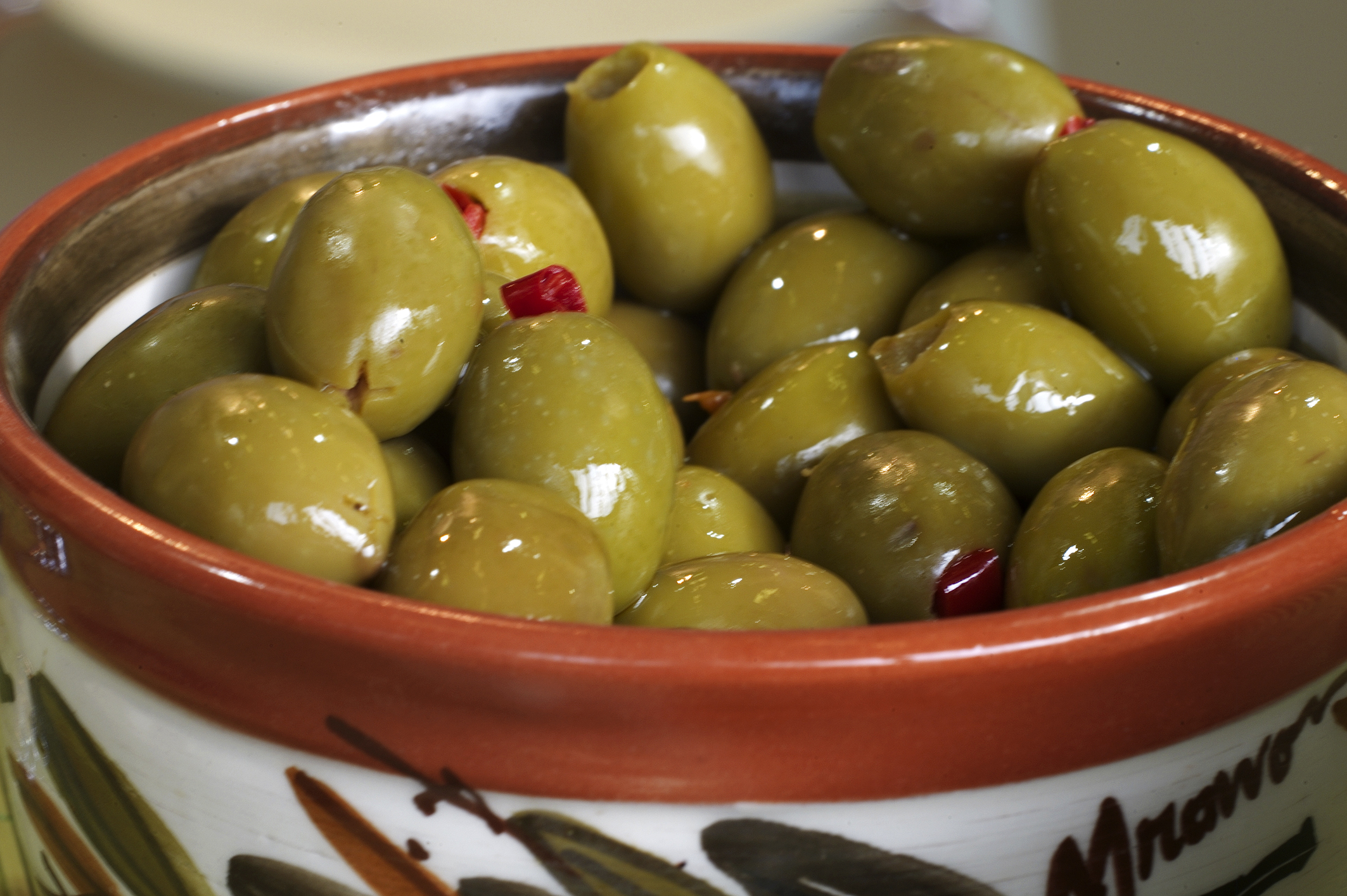
Grüne Oliven

Die Farbbezeichnung „Oliv“ stammt vom lateinischen Begriff oliva, der sowohl den Olivenbaum als auch dessen Frucht, die Olive, bezeichnet. Sie ist an die Farbe unreifer, d. h. grüner Oliven angelehnt.

## Farblehre
Farbmetrisch wird eine Körperfarbe als Oliv wahrgenommen, wenn ein Objekt Licht mit einer Wellenlänge um 570 nm reflektiert und der Remissionsgrad niedrig ist, also nur ein geringer Anteil des einfallenden Lichts zurückgeworfen wird.
In der Praxis lässt sich Oliv in seinen Nuancen durch subtraktive Farbmischung mit unterschiedlichen Farbmitteln erzielen. Das Abtönen von Gelb mit Violett, aber auch die Kombination von Grün und Orange führt zu oliven Farbtönen, solange der Anteil der kalten Farben überwiegt. Oliv ist eine getrübte Farbe, die sich nicht mit zwei Primärfarben mischen lässt, und wird deshalb als Tertiärfarbe bezeichnet.

### RAL-Farbsystem
Olivgrün und Farben, deren Namen auf „-oliv“ enden, gehören im RAL-Farbsystem zu den Grüntönen. Die Gruppe der Olivtöne nach RAL umfasst Farben, deren relative Helligkeiten unter 30 % liegen und deren Sättigung im HSV-Farbraum zwischen 6 % (Schwarzoliv) und 20 % (Braunoliv) beträgt. Olivgrün und Braunoliv zeigen noch Buntheit, während Grauoliv und Schwarzoliv nur grünstichig sind.
| Nummer   | Name        | Farbmuster | CIE-L*a*b* | CIE-L*a*b* | CIE-L*a*b* | HSL | HSL  | HSL  |
| -------- | ----------- | ---------- | ---------- | ---------- | ---------- | --- | ---- | ---- |
| RAL 6003 | Olivgrün    |            | 34,4       | −5,7       | 13,1       | 68° | 16 % | 26 % |
| RAL 6006 | Grauoliv    |            | 24,0       | −0,9       | 7,3        | 47° | 13 % | 21 % |
| RAL 6014 | Gelboliv    |            | 27,8       | 0,3        | 8,3        | 40° | 15 % | 24 % |
| RAL 6015 | Schwarzoliv |            | 25,6       | −1,5       | 4,3        | 60° | 6 %  | 23 % |
| RAL 6022 | Braunoliv   |            | 21,6       | 0,8        | 8,8        | 38° | 20 % | 19 % |

Daneben definiert die RAL GmbH in ihrer Classic-Farbpalette weitere Farbtöne, deren Namen mit „Oliv-“ beginnen und die nicht den Grüntönen zugeordnet werden. Sie unterscheiden sich deutlich von Olivgrün und den Farben, deren Bezeichnungen auf „-oliv“ enden.
| Nummer   | Name      | Farbmuster | CIE-L*a*b* | CIE-L*a*b* | CIE-L*a*b* | HSL | HSL  | HSL  |
| -------- | --------- | ---------- | ---------- | ---------- | ---------- | --- | ---- | ---- |
| RAL 1020 | Olivgelb  |            | 59,9       | 0,0        | 24,7       | 43° | 24 % | 51 % |
| RAL 7002 | Olivgrau  |            | 50,7       | −0,2       | 12,8       | 42° | 13 % | 45 % |
| RAL 8008 | Olivbraun |            | 36,2       | 13,1       | 28,6       | 29° | 51 % | 30 % |

### Webfarben
Bei den Webfarben ist Oliv gesondert definiert. Die CSS-3-Spezifikation des World Wide Web Consortium (W3C) definiert folgende Farbnamen und Hexadezimal-Triplets für Olivtöne.
| Farbcode | Name           | Farbmuster | CIE-L*a*b* | CIE-L*a*b* | CIE-L*a*b* | HSL | HSL   | HSL  |
| -------- | -------------- | ---------- | ---------- | ---------- | ---------- | --- | ----- | ---- |
| #808000  | Oliv           |            | 51,9       | −12,9      | 56,7       | 60° | 100 % | 50 % |
| #556B2F  | Dunkelolivgrün |            | 42,2       | −18,8      | 30,6       | 82° | 56 %  | 42 % |
| #6B8E23  | Olivgrau       |            | 54,7       | −28,2      | 9,7        | 80° | 75 %  | 56 % |

Die Webfarbe Oliv kommt damit der Farbe grüner Oliven wesentlich näher als das deutlich dunklere und weniger gelbliche RAL 6003 Olivgrün.

## Oliv im Militär

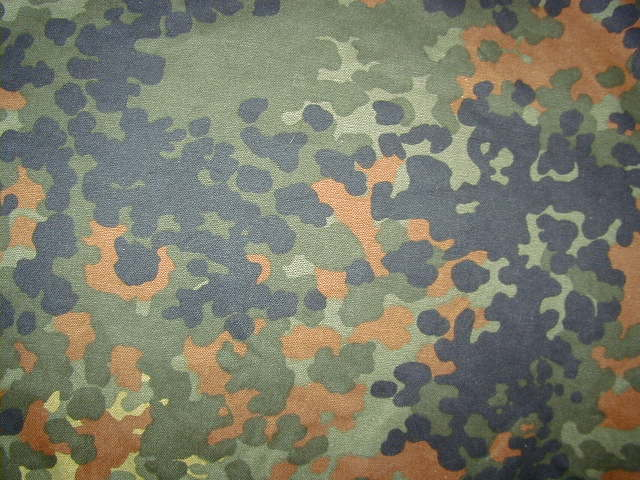
Flecktarn B (groß) der Bundeswehr; 1991 eingeführt

Olivtöne werden im Militär häufig als Tarnfarben für Fahrzeuge, Uniformen und weitere Ausrüstungsgegenstände verwendet. In Kombination mit Schwarz, Braun- und Beigetönen sind sie Bestandteil verschiedener, weltweit eingesetzter Tarnmuster.

### Wehrmacht
Die Heeresmitteilung 1943 Nr. 181 vom Februar 1943 legte RAL 6003 Olivgrün als eine der Komponenten des Buntfarbenanstrichs für Kraftfahrzeuge und Geschütze des Heeres fest. Auf die Basis in RAL 7028 „Dunkelgelb nach Muster“ waren je nach Vegetation und Jahreszeit Flecken in Olivgrün und Schokoladenbraun (RAL 8017) aufzubringen. Ab September 1944 wurden immer mehr Fahrzeuge mit der sogenannten Hinterhalttarnung versehen, bei der das Olivgrün den Tarnanstrich dominierte.

### Nationale Volksarmee, Bundeswehr
Die Nationale Volksarmee übernahm mit Olivgrün 2415 TGL einen dem RAL 6003 Olivgrün sehr ähnliche Farbton für ihre Fahrzeuge und ihr Gerät. 1956 folgte die Bundeswehr zunächst mit RAL 6014 Gelboliv. Dieses wurde 1984 von RAL 6031 Bronzegrün abgelöst, das bis heute die dominierende Tarnfarbe für Gerät und Fahrzeuge sowie die Grundfarbe des Flecktarnanstrichs ist. 2003 wurde zusätzlich RAL 6040 Helloliv als eine der Umtarnfarben zur Anpassung an aride Regionen eingeführt.

### NATO
Die im allgemeinen Sprachgebrauch als „NATO-Oliv“ oder „NATO-Grün“ und offiziell von der Bundeswehr als „steingrau-oliv“ bezeichnete Textilfarbe ist ähnlich dem RAL-Farbton 7013 mit der RAL-Bezeichnung „Braungrau“. In dieser Farbe war bis 2000 der Moleskin-Feldanzug gefärbt. Für Teile der Bekleidung (Fütterungen der Kleidung, Dienstgradschlaufen), Taschen und für Fahrzeuge (oliv folierte handelsübliche Kfz) wird dieser Farbton noch verwendet. RAL 7013 ist außerdem unter der Bezeichnung „Heeresgrau“ der Standardfarbton für Fahrzeuge, Ausrüstung und Gerät des Bundesheeres. Sehr ähnlich, aber farblich nicht identisch ist das BS381C 285 – Nato Green, das für britische Militärfahrzeuge verwendet wird. Wesentlich dunkler fällt das NATO-grün (14050 – Army green / NATO green) nach der amerikanischen Aerospace Material Specification (AMS-STD 595A) aus.

## Oliv in der Biologie

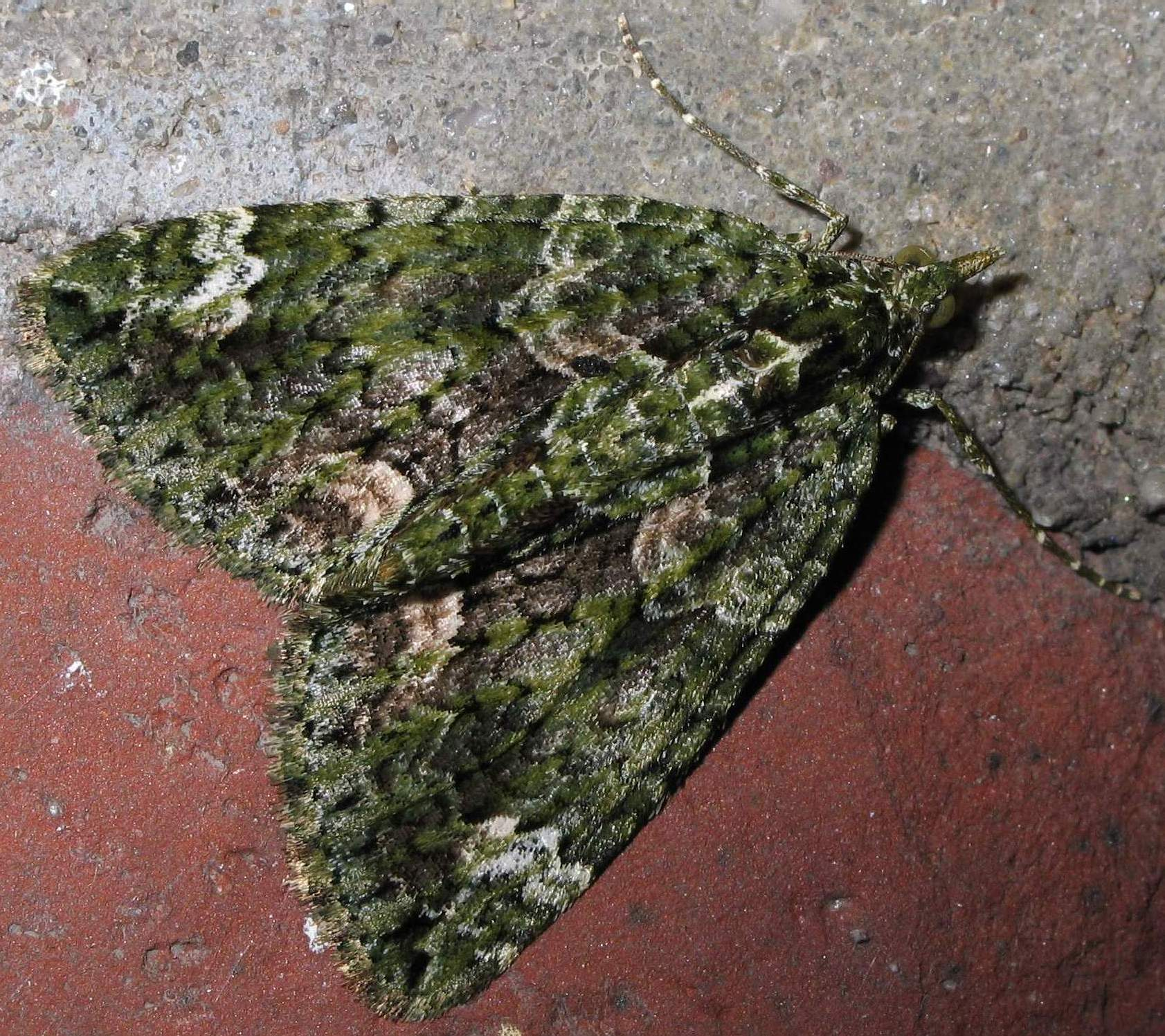
Olivgrüner Bindenspanner

Zahlreiche Tier- und Pilzarten führen Farbbezeichnungen, die mit „Oliv-“ beginnen, in ihren Trivialnamen.
- Olivgelb: Olivgelber Helmling, Olivgelber Holzritterling, Olivgelber Weihrauch-Schleimkopf
- Olivgrün: Olivgrüner Bindenspanner, Olivgrüner Hummelschwärmer, Olivgrüner Junker, Olivgrüne Schmuckeule, Olivgrüner Schlangenstern, Olivgrüner Täubling
- Olivbraun: Olivbraune Andenfeldmaus, Olivbrauner Höhlenspanner, Olivbraune Steineule, Olivbraune Zünslereule, Olivbrauner Herings-Täubling, Olivbrauner Milchling, Olivbrauner Safranschirmling, Olivbrauner Schneckling

## Trivia
- Der Rufname Oliv ist in Norwegen und Schweden als Variante des weiblichen Vornamens Olivia verbreitet. In Deutschland wird der Name genderneutral vergeben.[9]
- Im Pantone-Farbsystem wird die Textilfarbe Pantone 18-0625 TCX als Martini Olive bezeichnet.[10]
- Bundeswehrfahrzeuge, die in RAL 6014 Gelboliv lackiert wurden, können sich farblich deutlich voneinander unterscheiden, selbst wenn sich der Lack nicht durch Witterungseinflüsse verändert hat. Die unterschiedlichen Farbeindrücke entstehen durch verschiedene spektrale Reflexionskurven der beiden Farbreferenzen nach RAL Tabelle 840 R (ab 1956) und RAL Tabelle 840 HR (ab 1961), denen unterschiedlicher Farbrezepturen zugrunde liegen. Die Metamerie führt dazu, dass sich die Farben bei direkter Sonneneinstrahlung kaum unterscheiden, die ältere Variante aber bei bedecktem Himmel oder indirekter Beleuchtung bräunlicher bzw. weniger grünlich wirkt.[11]
- Über das früher bei der Bundeswehrbekleidung gebräuchliche Oliv schrieb Mike Krüger 1975 das humoristische Lied Oliv ist so praktisch, in dem er die Vorzüge des Unsichtbarseins in olivfarbener Tarnkleidung besingt.[12][13]